# Ernst von Leyden

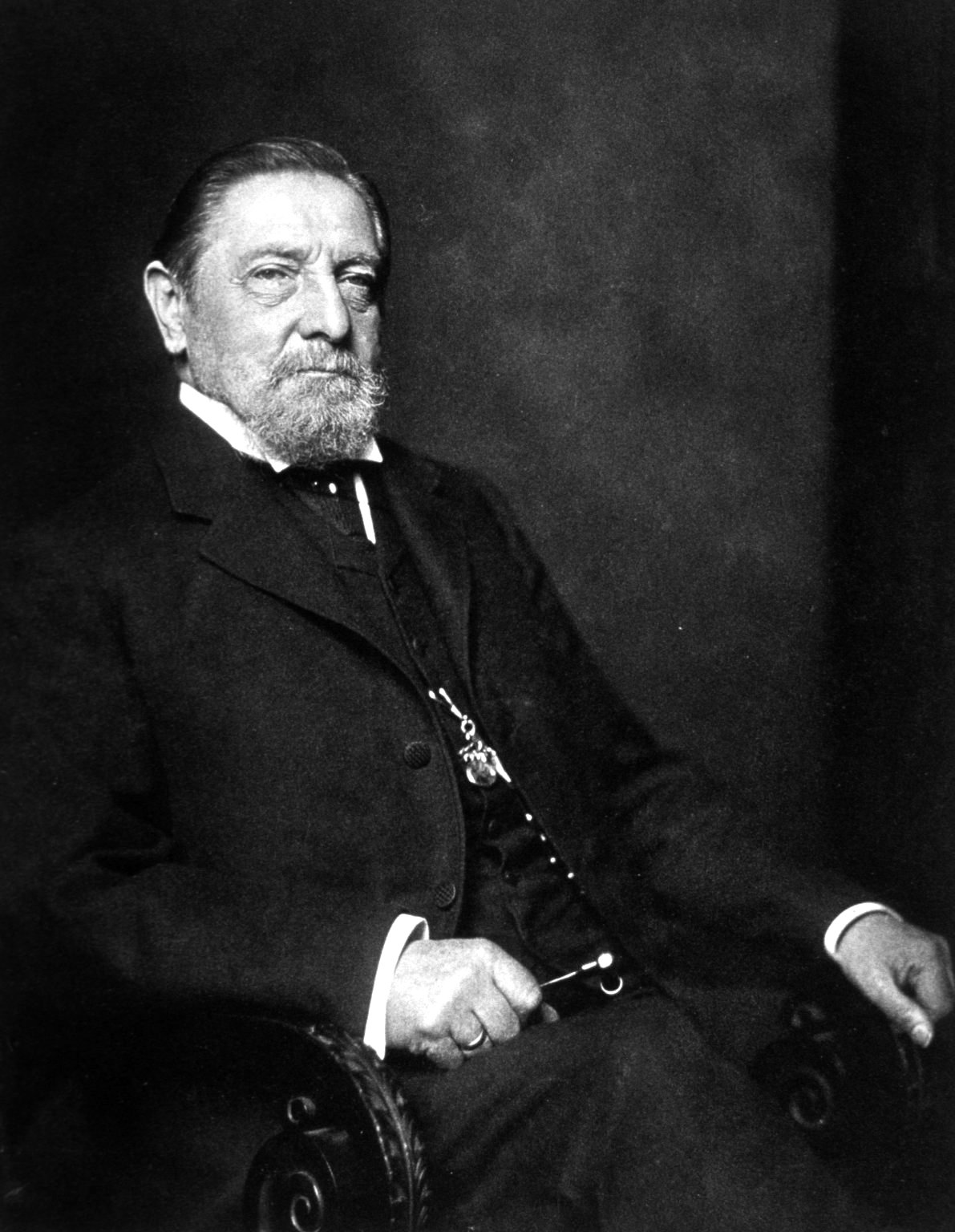
Ernst Viktor von Leyden auf einer Fotografie von Nicola Perscheid

Ernst Viktor Leyden, ab 1896 von Leyden (* 20. April 1832 in Danzig; † 5. Oktober 1910 in Berlin) war ein deutscher Internist und Hochschullehrer.

## Leben
Nach Studium der Medizin von 1849 bis 1853 am Medicinisch-chirurgischen Friedrich-Wilhelm-Institut in Berlin wurde Ernst Leyden am 11. August 1853 zum Doktor der Medizin promoviert. Er wurde abkommandierter Unterarzt an der Klinik von Johann Lukas Schönlein, wo er stark von Ludwig Traube beeinflusst wurde. Nach dem Staatsexamen 1854 war er Militärarzt in Düsseldorf, Königsberg und Gumbinnen. Nach seinem Physikatsexamen 1859 und seiner Rückberufung (Stabsarzt) wurde er Assistent in der Klinik Traubes in Berlin. Die Habilitation für Innere Medizin erfolgte 1864. Nach der Teilnahme am Deutsch-Dänischen Krieg schied er aus dem Militärdienst aus und Leyden wurde 1865 als Nachfolger von Georg Hirsch (1799–1885) ordentlicher Professor der Medizin und Direktor der Inneren Klinik in Königsberg. An der Albertus-Universität Königsberg arbeitete er mit Otto Spiegelberg (1830–1881) und Friedrich Daniel von Recklinghausen (1833–1910) zusammen. 1871/72 war er Prorektor der Albertina. Von 1872 bis 1876 lehrte er als Ordinarius an der Universität Straßburg. Im Jahr 1874 wurde er zum Mitglied der Leopoldina gewählt. 1898 wurde er korrespondierendes Mitglied der Académie des sciences in Paris. 1899 wurde er Mitglied im Vorstand des in diesem Jahr in Berlin gegründeten Deutschen Vereins für Volkshygiene. Im Jahr 1905 erhielt er die Cothenius-Medaille der Leopoldina.
Ernst Leyden war Freimaurer und von 1867 bis 1871 Mitglied der Königsberger Loge Zum Todtenkopf und Phoenix.
Im Jahr 1876 wechselte er als Professor nach Berlin, wo er als Nachfolger von Traube Leiter der II. Medizinischen Klinik war. Von 1885 bis 1907 war er als Nachfolger von Friedrich Theodor von Frerichs Direktor der I. Medizinischen Klinik der Charité. Leyden gründete 1903 das erste Krebsforschungsinstitut auf dem Gelände der Charité. Er arbeitete auf den Gebieten der Pathologie des Herzens, der Lunge, der Nieren und des Nervensystems. Weitere Arbeitsgebiete waren die Diätetik, die Sozialhygiene und die Tuberkulose- und Krebsbehandlung.

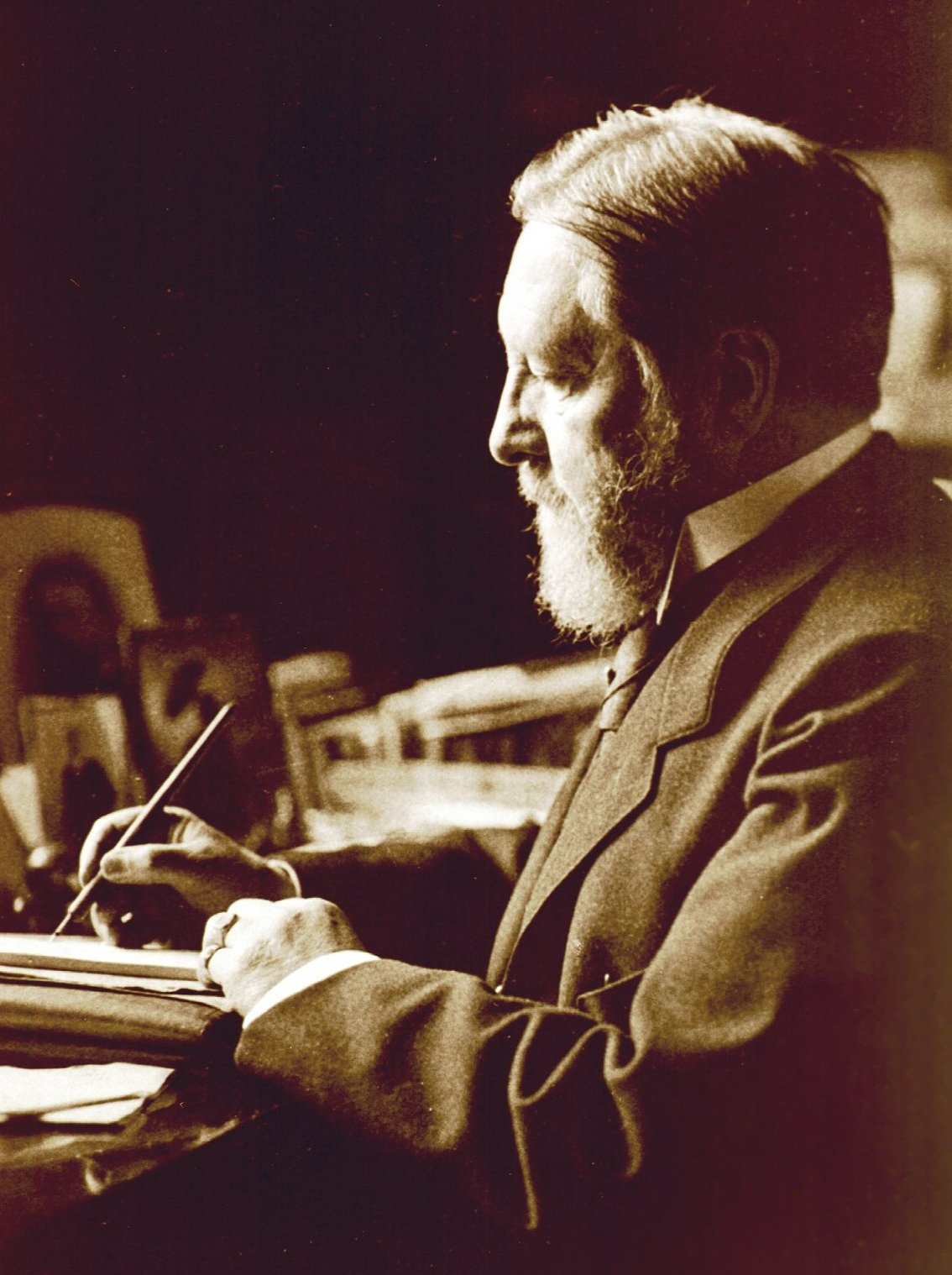
Ernst Leyden, 1891

Leyden regte Sammelforschungen über Influenza, Tuberkulose und Krebserkrankungen an. Aufgrund der Erfolge durch diese Forschungen wollte er vermehrt Armen durch Errichtung von Heilstätten helfen (Heilstättenbewegung). 1895 wurde der Deutsche Zentralverein zur Errichtung von Heilstätten für Lungenkranke gegründet, der einen deutlichen Rückgang der Tuberkulosesterblichkeit erreichen konnte. (Im Jahr 1904 konnte er, auch Dank des Engagements von Robert Koch, die ersten Tuberkulose-Fürsorgestellen in Berlin durchsetzen).
Des Weiteren setzte sich Ernst von Leyden für die Etablierung eines Lehrstuhls für Hydrotherapie an der Charité ein.
1881 gründete Ernst von Leyden gemeinsam mit Adolph Abarbanell und Robert Koch sowie anderen Berliner Ärzten die „Centralhilfskasse für die Ärzte Deutschlands“, die heutige Deutsche Ärzteversicherung. Er war der erste sogenannte Obmann der Gesellschaft und stand damit dem Direktorium vor.

## Ehen
Ernst von Leyden heiratete 1863 Jenny, eine Tochter des Stadtrichters Schröder in Gumbinnen. Diese starb 1864.
1868 heiratete er Marie Oppenheim, auch Rie genannt (1844–1932), eine Tochter des Bankiers Rudolph Oppenheim und Schwester des Bankiers Benoit Oppenheim. Sie engagierte sich sehr in verschiedenen Frauenvereinen.

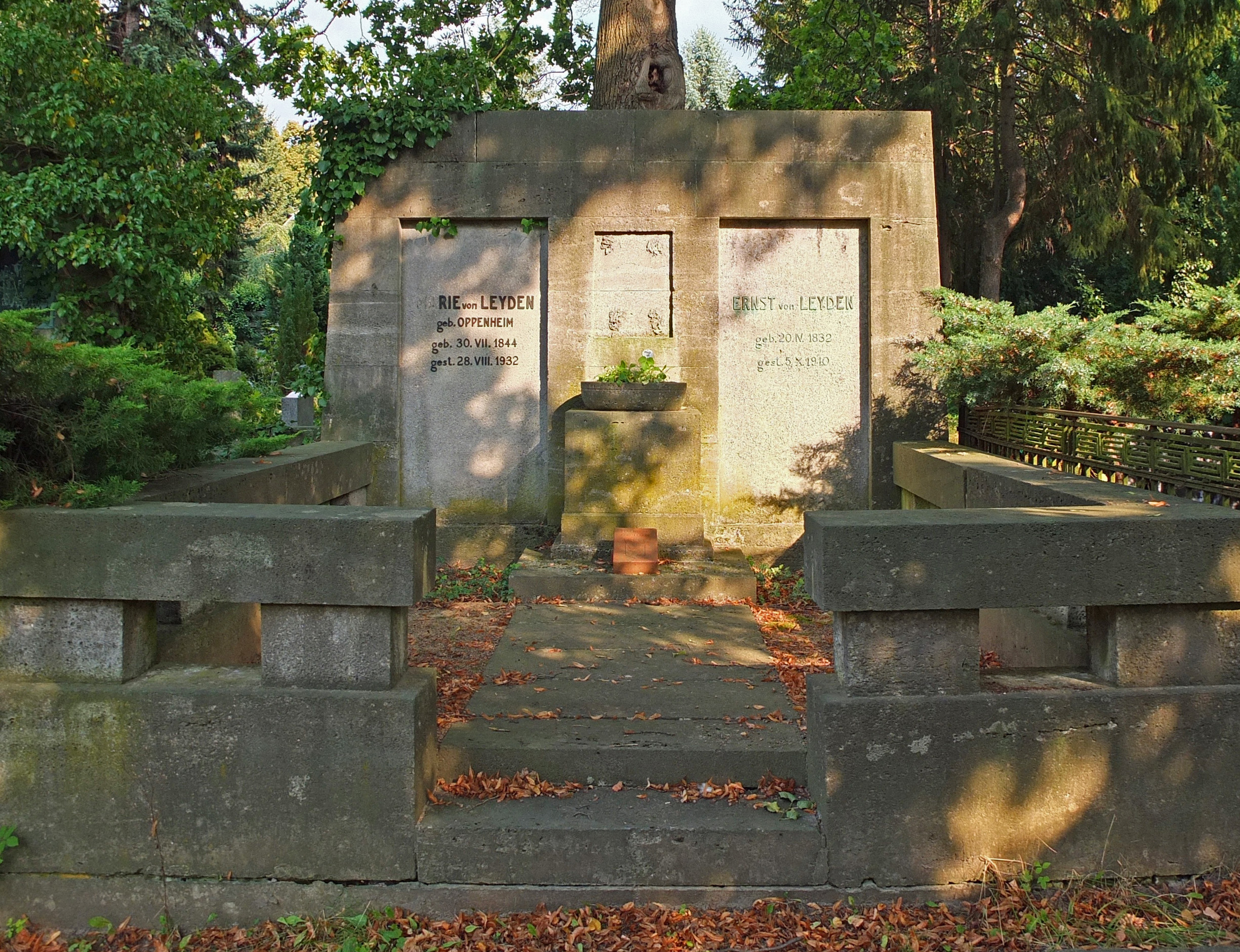
Grab von Ernst und Marie von Leyden

## Ehrungen

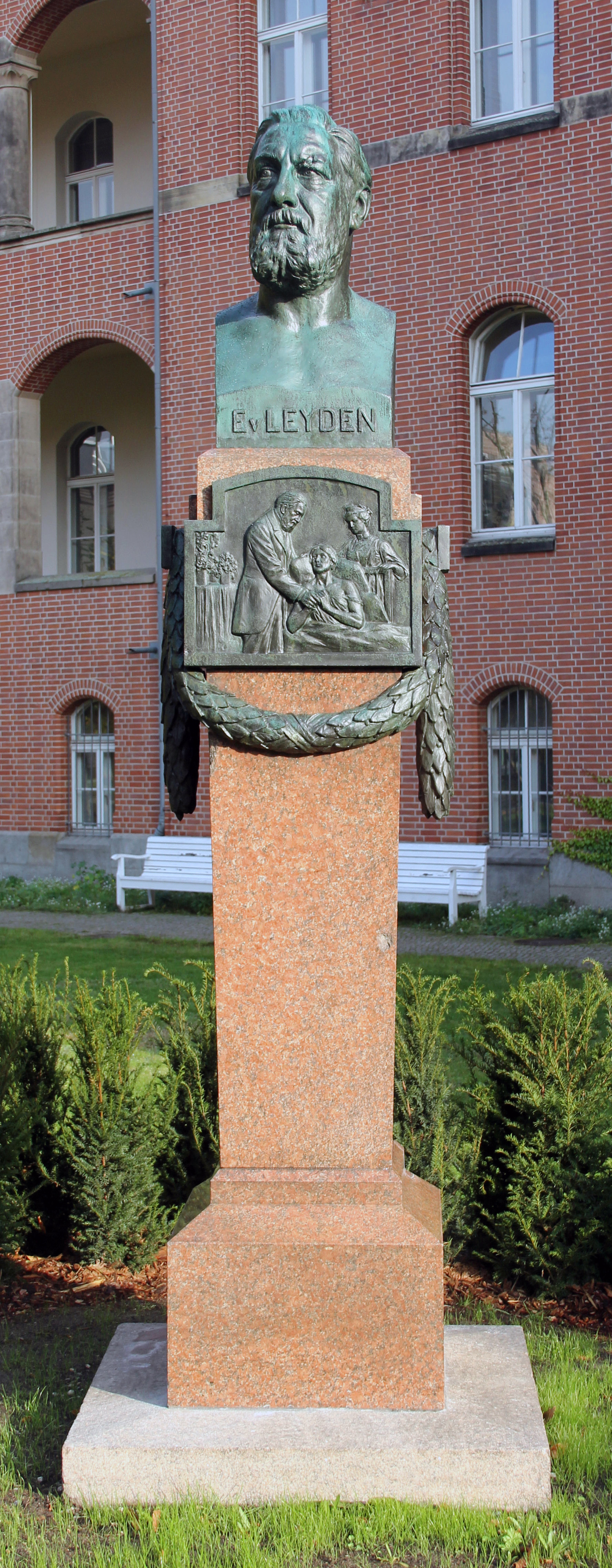
Büste auf dem Gelände der Charité in Berlin-Mitte

Auf dem Friedrichswerderschen Kirchhof I in Berlin-Kreuzberg befindet sich sein Ehrengrab sowie daneben auch das Grab seiner zweiten Frau.
In Berlin-Steglitz trägt die Leydenallee seinen Namen. In Wiesbaden und in Dormagen sind ebenfalls Straßen nach ihm benannt.
1913 fertigte der Bildhauer Eugen Boermel eine Büste des Mediziners, die vor der I. und II. Medizinischen Klinik in der Schumannstraße aufgestellt wurde.
Im Jahr 1869 hatte er „Asthmakristalle“ (die nach Jean-Martin Charcot und Leyden benannten Charcot-Leyden-Kristalle) im Sputum von Asthmatikern entdeckt. In der Medizin sind auch die Westphal-Leyden-Ataxie und die Leyden-Neuritis nach ihm benannt.

## Schriften
- Die graue Degeneration der hinteren Rückenmarksstränge. 1863.
- Klinik der Rückenmarkskrankheiten. 1874–1876.
- als Hrsg. mit Friedrich Theodor Frerichs: Zeitschrift für klinische Medizin. Berlin 1880 ff.
- Ueber den Diabetes mellitus. Berlin 1884.
- Über die Sclerose der Coronar-Arterien und die davon abhängigen Krankheitszustände. In: Zeitschrift für klinische Medizin. Band 7, Supplement, Berlin 1884, S. 459–486 und 539–580.
- mit Alfred Goldscheider: Die Erkrankungen des Rückenmarkes und der Medulla oblongata (= Handbuch der speciellen Pathologie und Therapie. Band 10). Wien 1897.
- Handbuch der Ernährungstherapie. 1897–1899.
- mit Felix Klemperer: Die deutsche Klinik am Eingange des zwanzigsten Jahrhunderts in akademischen Vorlesungen. Berlin/Wien 1903–1907.
- Lebenserinnerungen. Stuttgart / Leipzig 1910.
- Beiträge zu Albert Eulenburgs Real-Encyclopädie der gesammten Heilkunde. Erste Auflage.
  - Band 13 (1883) (Digitalisat), S. 364–413: Tabes dorsualis.